# Tweede Tibetaanse Rite
De Tweede Tibetaanse Rite (van Verjonging) of het Tweede Tibetaantje is een yoga-achtige oefening uit de Vijf Tibetanen, voor het eerst beschreven door Peter Kelder en in 1992 naar het Nederlands vertaald onder de titel Fontein der Jeugd.
Bij de tweede Tibetaan lig je op je rug met je benen recht en met gestrekte voeten (tenen wijzen weg van je hoofd), en met je armen langs je lichaam en je handen plat op de grond. Op je inademing (door je neus) hef je je benen (iets verder dan een hoek van 90 gaden t.o.v. je romp). Hierbij blijven je benen geheel recht en buigen je pezen niet; je tenen wijzen gestrekt naar de boven. Op je uitademing (door je mond) beweeg je je benen en je hoofd gelijktijdig naar beneden (ze komen samen beneden aan!). Je ademhaling houdt in de heen- en weerbewegingen een gelijk ritme aan.
Net als de andere vier rites, wordt deze oefening dagelijks 21 keer uitgevoerd. Dit kan door bijvoorbeeld met drie keer per dag te beginnen, waarbij het aantal met het verloop van de dagen telkens met twee wordt verhoogd. Het totaal aantal malen kan over de gehele dag worden verspreid en het is niet nodig de oefening meer dan 21 keer per dag te doen.
De beginhouding is in hatha yoga vergelijkbaar met de Savasana, de tweede houding is vergelijkbaar met de Viparita Karani.